# USS Michael Murphy (DDG-112)
El USS Michael Murphy (DDG-112) es el 62.º destructor de la clase Arleigh Burke (Tramo IIA) en servicio con la Armada de los Estados Unidos desde 2012.
El Michael Murphy estaba destinado a ser el último barco de los destructores de la clase Arleigh Burke pero, tras la cancelación del programa de destructores de la clase Zumwalt después de la finalización de los primeros tres buques, la Armada reinició la construcción de la clase Arleigh Burke.

## Nombre
Su nombre honra a un Navy SEAL caído en acción en 2005 durante la Operación Red Wing (Afganistán).

## Construcción

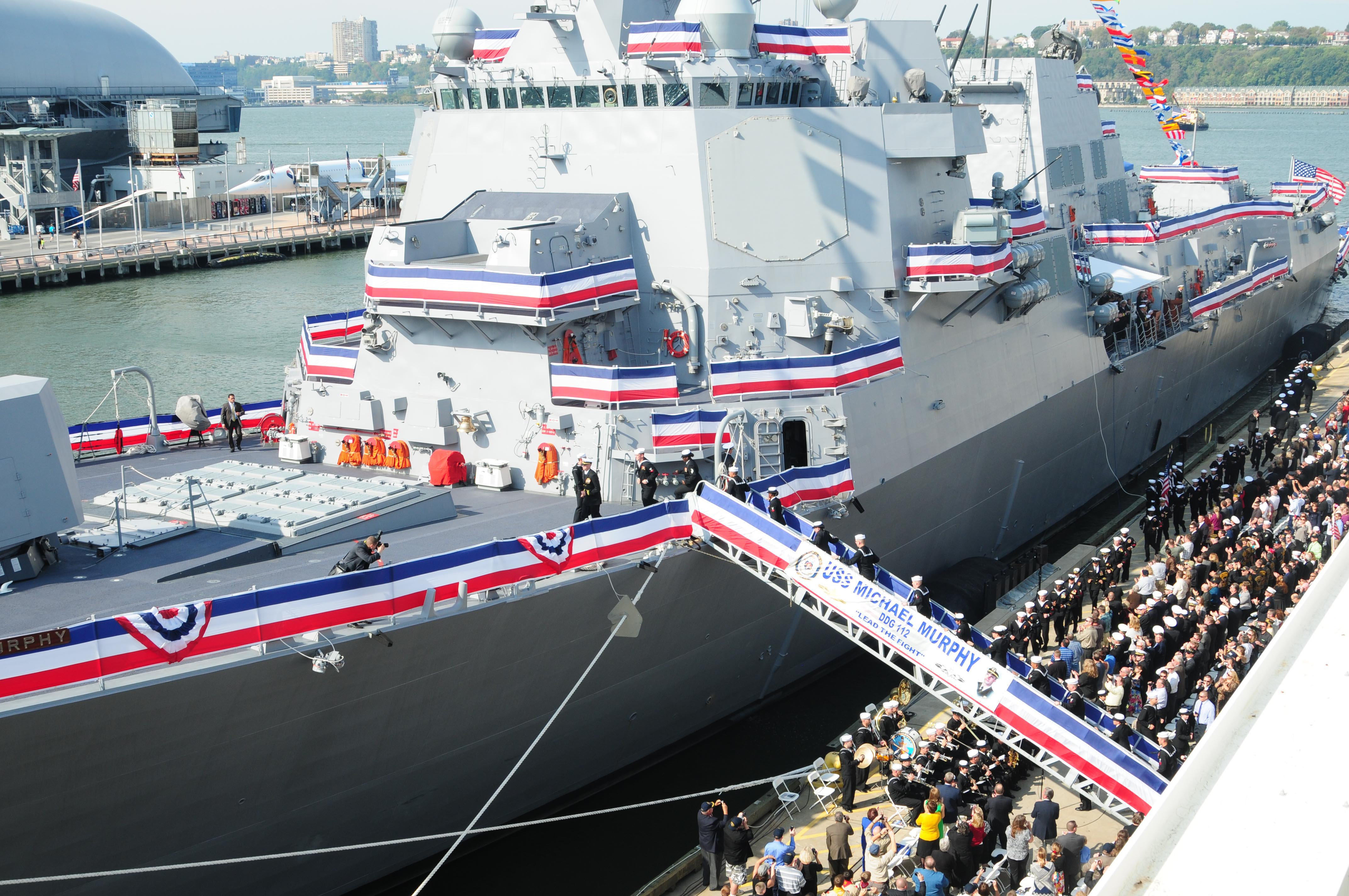
Ceremonia de puesta en servicio del USS Michael Murphy (DDG-112) en 2012.

Fue construido por el Bath Iron Works (General Dynamics) de Bath, Maine. Fue ordenado el 13 de septiembre de 2002, iniciado con la puesta de quilla el 12 de junio de 2010, botado el 8 de mayo de 2011 y entregado el 5 de septiembre de 2012.

## Historia de servicio
Está en servicio asignado a la Flota del Pacífico, con apostadero en la base naval de Pearl Harbor, Hawái.